# ポミリアーノ・ダルコ
ポミリアーノ・ダルコ（イタリア語: Pomigliano d'Arco）は、イタリア共和国カンパニア州ナポリ県にある、人口約4万人の基礎自治体（コムーネ）。

## 地理

### 位置・広がり
ナポリ中心部から北東へ12kmの距離にある。

#### 隣接コムーネ
隣接するコムーネは以下の通り。
- アチェッラ
- カザルヌオーヴォ・ディ・ナーポリ
- カステッロ・ディ・チステルナ
- サンタナスタジーア
- ソンマ・ヴェズヴィアーナ